# Парконмяки
Па́рконмя́ки (фин. Parkonmäki) — посёлок в составе Мийнальского сельского поселения Лахденпохского района Республики Карелия.

## Общие сведения
Расположен на северо-восточном берегу озера Пайкъярви.

## Население
| 2002 | 2009 | 2010 | 2013 |
| ---- | ---- | ---- | ---- |
| 0    | →0   | ↗4   | ↘3   |

## Улицы
- ул. Дачная